# 邵虚白
邵虚白（1906年－1940年）字全品，浙江鄞縣人。民国时期记者、政治人物、烈士。

## 生平
大清光緒三十二年（1906年） 生。1922年，畢業於江苏南京金陵初級中學。後任职于寧紹轮船公司之新寧紹輪，加入中国国民党。1927年，北伐軍兵临上海，发起滬甬綫各輪船工人，組織航海安旅工會。1928年，推举爲上海南區工會救濟科主任。1931年，九一八事變後，出任上海市總工會執行委員兼秘書長。
1932年，一二八淞滬戰争期间，參加抗日救國十人團。1933年，熱河戰役爆發，代表上海市總工會赴古北口等處慰问、劳军，并组织工人战地服务团后勤支援抗战。时上海總工會换届改選,，被推举爲上海總工會常務委員兼秘書長。被上海市政府聘爲勞資糾紛仲裁委員會勞方委員。曾任上海大公通訊社社長，上海記者公會執行委員兼宣傳主任，积极抗日宣传。曾任航海安旅會理事會委員長。
1937年，八一三淞沪会战爆發，組織工人戰地服務團，任副團長。上海淪陷後，以中國國民黨上海市第二區黨部主任委員身份，在上海從事抗日、黨務活動。
1940年7月1日傍晚，在上海福煦路明德里（今延安中路545弄）寓所附近，被日伪特务开槍暗杀。2日逝世，得年34歲，临终遗言：“抗战必胜，建国必成，已仅时间问题。个人牺牲，义不应惜”。

## 相关影视作品
- 张爱玲小说，李安导演同名电影《色，戒》[4]